# Курилкін Тимур Вікторович
Тимур Вікторович Курилкін (рос. Тимур Викторович Курилкин; позивний — Байкот; 1 червня 1984, Ульяновськ) — воєначальник терористичної організації ДНР, генерал-майор. Герой Російської Федерації.

## Біографія
Навчався в Ульяновському гвардійському суворовському військовому училищі, яке закінчив.
З 2000 року у Збройних силах Російської Федерації. Був курсантом Московського вищого військового командного училища. Після закінчення закладу був направлений до Південного військового округу, де протягом десяти років проходив службу у 42-й мотострілецькій дивізії. Пройшов шлях від командира мотострілецького взводу до командира мотострілецького батальйону. Учасник війни з Грузією в серпні 2008 року. 
З 2014 року воює на Донбасі на боці російсько-терористичних бандформувань під позивним «Байкот». З лютого 2017 року став командиром батальйону «Сомалі» у складі 1-го армійського корпусу ДНР. Пізніше став служити командиром 9-ї окремої мотострілецької бригади. З 2024 — слухач Військової академії Генерального штабу Російської Федерації.

## Нагороди
- Герой Донецької Народної Республіки (квітень 2022);
- Герой Російської Федерації (2023);
- Медаль «За відвагу»;
- Медаль ордена «За заслуги перед Вітчизною» II ступеня;
- чотири ордени Мужності.